# Stéphan Abrahamian
Stéphan Abrahamian Gonzalez (nascido em 5 de setembro de 1946) é um ex-ciclista francês que representou França nos Jogos Olímpicos de Verão de 1968, terminando em quarto lugar na prova de estrada individual.